# Johannes Zuberbühler

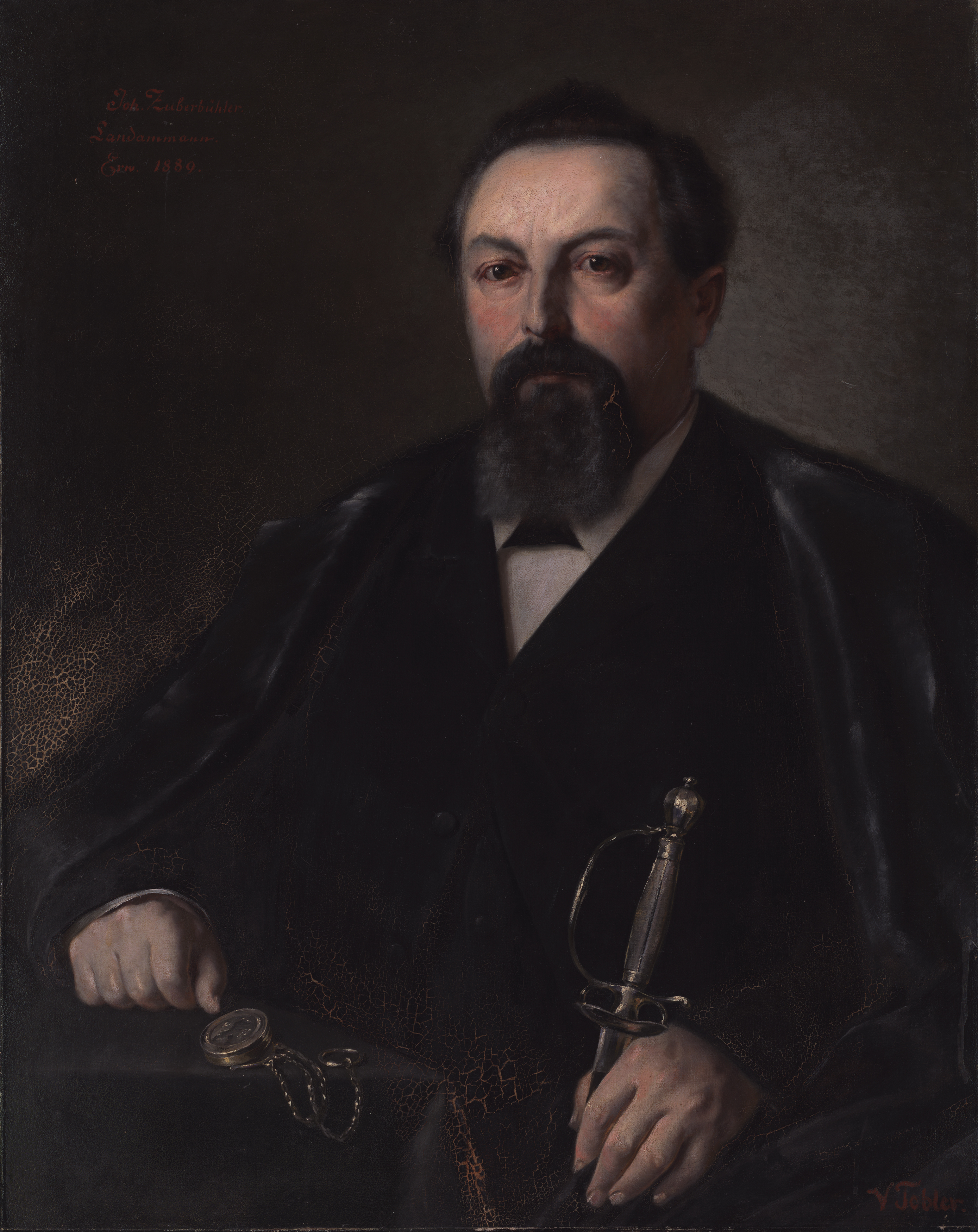
Johannes Zuberbühler (Ölgemälde von Victor Tobler)

Johannes Zuberbühler (* 25. November 1837 in Gais; † 19. Dezember 1904 ebenda; heimatberechtigt ebenda) war ein Schweizer Unternehmer, Kantonsrat, Regierungsrat und Nationalrat aus dem Kanton Appenzell Ausserrhoden.

## Leben
Johannes Zuberbühler war ein Sohn des Webfabrikanten Johannes Zuberbühler und der Anna Barbara Kürsteiner. Im Jahre 1865 heiratete er Berta Koller, Tochter des Webfabrikanten und Ratsherrn Christian Koller.
Ab 1856 besuchte er das Gymnasium Basel. Aus gesundheitlichen Gründen verzichtete er auf ein Theologiestudium. Er trat in die väterliche Firma ein. Danach arbeitete er für kurze Zeit als selbstständiger Fabrikant, jedoch ohne Befriedigung.
Von 1868 bis 1884 amtierte er als Gemeindeschreiber von Gais. Ab 1876 bis kurz vor seinem Tod war er auch Zivilstandsbeamter. Von 1868 bis 1884 war er Mitglied des Gemeinderats von Gais. Von 1884 bis 1894 und von 1895 bis 1901 gehörte er dem Ausserrhoder Kantonsrat an. Er hatte von 1895 bis 1901 das Amt des Regierungsrats inne. Von 1889 bis 1892 und von 1895 bis 1898 stand er der Regierung als Landammann vor. Von 1890 bis 1896 vertrat er als Nationalrat eine gemässigt freisinnige, ab 1894 eine radikal-demokratische Position. Er amtierte in den Jahren 1894 und 1895 als Oberrichter. Von 1886 bis 1904 war er Mitinitiant und Verwaltungsrat der Strassenbahn St. Gallen–Gais. Den Verwaltungsrat präsidierte er ab 1890.